# Cebada Gago
"Cebada Gago" es el nombre por el que se conoce a la ganadería de los herederos de don José Cebada Gago, una ganadería brava española perteneciente a la Unión de Criadores de Toros de Lidia. Se ubica en la provincia de Cádiz (España), en las fincas de "La Zorrera" (Medina Sidonia), "Pozo de la Guardia" y "Las Ventanillas (Alcalá de los Gazules), "El Pino" (Paterna de Rivera) y "Corteganilla" (Jerez de la Frontera).
El hierro adquirió su antigüedad el 28 de julio de 1964, tras lidiar una corrida de toros completa en Las Ventas (Madrid). Las reses de Cebada Gago están marcadas con señal en forma de zarcillo en ambas orejas; la divisa es de color encarnado y verde. El hierro tiene forma de eme ("M") rematado por un semicírculo en la parte superior, que procedía de la ganadería de Cristina Sainz de la Maza.

## Historia de la ganadería
La ganadería de José Cebada Gago, creada en 1960, ha sido una vacada importante en la tauromaquia durante la segunda mitad del siglo XX y, dispone de encaste propio.
El origen de este hierro se remonta a 1935, cuando Leopoldo Sainz de la Maza, conde de la Maza, formó su ganadería cruzándolas con las procedentes de la ganadería del torero Juan Belmonte. En 1938, el conde de la Maza cede la ganadería a su hija, Cristina de la Maza y Falcó quien, en 1940, la amplió aportándole vacas de origen Gallardo (Pablo-Romero) y sementales de Belmonte.
En 1960 se hace cargo de la vacada José Cebada y, tras su muerte, lo hace su sobrino, Salvador Cebada García. La compra incluyó además del hierro de doña Cristina las 150 cabezas de ganado, entre machos y hembras, las cuales fueron eliminadas tras ser tentadas por Luis Parra "Jerezano".
La nueva ganadería, por tanto, se formará sobre la base de reses de Carlos Núñez, concretamente "36 vacas, de las cuales venían algunas paridas y otras preñadas". Además, sirvió como semental de la ganadería el toro Fiscal, número 265, del hierro de Rincón, además de Ajustador, de la casa de Juan Pedro Domecq y Chiclanero, número 21, de Torrestrella. 

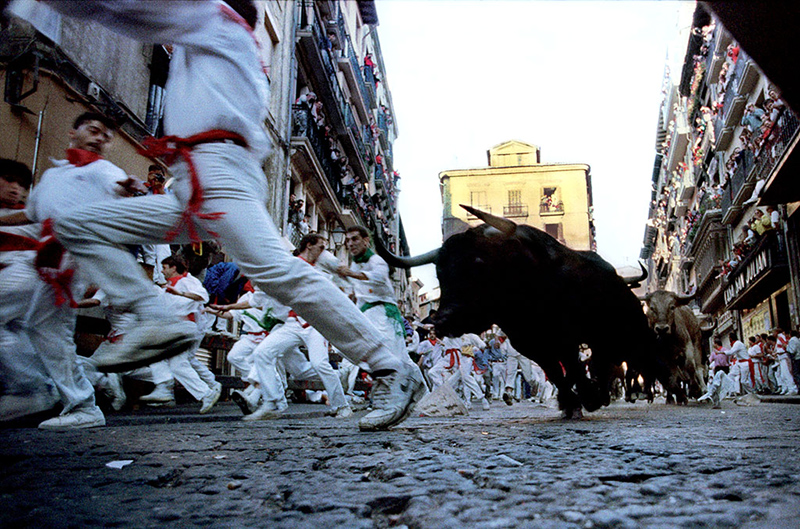
Toros de la ganadería de Cebada Gago corriendo por las calles de Pamplona durante los encierros de los Sanfermines

### Trayectoria en los Sanfermines
Los toros de este hierro son muy apreciados por el público torista, siendo especialmente considerados en la Feria de San Fermín de Pamplona (Navarra) donde están presentes todas las temporadas, ofreciendo gran peligrosidad el encierro para los corredores.
Los toros de Cebada Gago se han hecho especialmente famosos por su comportamiento en los encierros de San Fermín, en los que participan desde 1985 casi de forma ininterrumpida. Es la ganadería, sólo detrás de Miura, que más veces ha corrido en los encierros de Pamplona. Son los toros que causan más cornadas en estos encierros. En 2022, en la vuelta de la ganadería a las calles navarras tras el Covid-19, dejó tres corneados, dos de ellos un toro castaño, de nombre Marismeño, en el interior de la plaza. El 11 de noviembre de 2022 La Casa Misericordia anunció que Cebada Gago estaría en San Fermín 2023 y será su trigésimo tercera participación. Además volvió en 2024 y volveran pronto en 2025.

### Toros indultados y destacados
| Nombre       | Núm. | Capa          | Guarismo | Peso | Fecha      | Lugar                | Torero               | Premio            | Ref.         |
| ------------ | ---- | ------------- | -------- | ---- | ---------- | -------------------- | -------------------- | ----------------- | ------------ |
| Comedia      | -    | Negro bragado | 86       | 523  | 30-06-1990 | Algeciras            | Emilio Muñoz         | Indulto           | [ 9 ] [ 10 ] |
| Castillerito | -    | -             | 03/99    | -    | 22-06-2003 | Istres               | Pepín Liria          | Indulto           |              |
| Pensador     | -    | -             | -        | -    | 06-09-2012 | Santa Cruz de Mudela | Aníbal Ruiz          | Indulto           |              |
| Lagarto      | -    | -             | -        | -    | 31-03-2013 | Arlés                | Marcos Leal          | Vuelta al ruedo   |              |
| Bandolero    | 79   | Negro         | -        | -    | 04-10-2018 | Guadarrama           | Juan Carlos Carballo | Indulto           | [ 11 ]       |
| Lioso        | 24   | Cárdeno Claro | 01/20    | 580  | 08-07-2025 | Pamplona             | Pepe Moral           | Premio Carriquiri |              |

## Premios
- 1986: Premio Feria del Toro de Pamplona, a la mejor corrida de toros.
- 1990: Premio Feria del Toro de Pamplona, a la mejor corrida de toros y Premio Carriquiri al mejor toro de la Feria del Toro de Pamplona, por el toro Trepador, el 10 de julio de 1990.
- 1992: Premio Feria del Toro de Pamplona, a la mejor corrida de toros y Premio Carriquiri al mejor toro de la Feria del Toro de Pamplona, por el toro Panadero, el 8 de julio de 1992.
- 1998: Premio Carriquiri al mejor toro de la Feria del Toro de Pamplona, por el toro Manzanillo, el 10 de julio de 1998.
- 1999: Premio Feria del Toro de Pamplona, a la mejor corrida de toros.
- 2001: Premio Feria del Toro de Pamplona, a la mejor corrida de toros
- 2007: Premio Carriquiri, al mejor toro de la Feria del Toro de Pamplona, por el toro Segador, número 10, lidiado por el torero francés Juan Bautista el 10 de julio de 2007.[12]
- 2012: Premio Feria del Toro de Pamplona, a la mejor corrida de toros.
- 2025: Premio Carriquiri, al mejor toro de la Feria del Toro de Pamplona, por el toro Lioso, número 24, de 580kg, nacido en enero de 2020 y Cárdeno Claro, lidiado por el torero Pepe Moral el 8 de julio de 2025 en Pamplona. (Ex Aequo Histórico de Jandilla)